# Lillasjön (Ronneby socken, Blekinge)
Lillasjön är en sjö i Ronneby kommun i Blekinge och ingår i Nättrabyån-Ronnebyåns kustområde.